# 罗胜联
罗胜联（1962年2月—），湖南汉寿人，汉族，中华人民共和国政治人物、第十二届全国人民代表大会江西地区代表。南昌航空大学校长。
毕业于北京航空航天大学金属辐射与防护专业。加入中国农工民主党。2013年，担任全国人大代表。2018年2月24日，当选为第十三届全国人大代表。